# 가미마치역
가미마치역(일본어: 上町駅, かみまちえき)은 일본 도쿄도 세타가야구에 있는 도쿄 급행 전철의 역이다. 역 번호는 SG06이다.

## 역 구조
상대식 승강장 2면 2선의 구조이지만 두 승강장은 건널목을 끼고 빗겨진 곳의 건너편에 설치되어 있다. 과거에는 상행선 승강장의 건너편에 하행선 승강장이 있었지만 차량기지(유키가야 검차구 상정반)를 설치한 이후, 현행 양식으로 변경되었다. 본 역은 산겐자야 방향 승강장에만 개찰구가 존재한다.
상행 승강장에는 역 사무소와 세타가야 선 역에서 유일하게 화장실이 있다. 화장실은 유니버설 디자인의 일환으로 휠체어나 오스토 메이트 등의 사용에 대응한다.
이전에는 하행 승강장의 시모타카이도 방향쪽에 매점이 영업하고 있었다.

### 승강장
| 승강장 | 노선        | 방향 | 행선                    |
| ------ | ----------- | ---- | ----------------------- |
| 남     | 세타가야 선 | 하행 | 시모타카이도 방면       |
| 북     | 세타가야 선 | 상행 | 세타가야・산겐자야 방면 |

## 역 주변
- 도쿄 의료 보건 대학 세타가야 캠퍼스
- 아오바가쿠엔 유치원
- 세타가야 성터 공원
- 세타가야 구립 향토 자료관
- 세타가야이치 우체국
- 보로이치 거리

## 역사
- 1925년 5월 1일: 영업 개시.

## 인접역
| 도쿄 급행 전철 세타가야 선   | 도쿄 급행 전철 세타가야 선 | 도쿄 급행 전철 세타가야 선         |
| ---------------------------- | -------------------------- | ---------------------------------- |
| SG 05 세타가야 산겐자야 방면 |                            | 미야노사카 SG 07 시모타카이도 방면 |